# Geschichte von Billmerich
Die Geschichte von Billmerich ist bekannt seit der Zeit der ersten urkundlichen Nennung von Billmerich im Jahr 890. Der Ort entstand als Ansiedlung von Bauern, die die nähere Umgebung mit Lebensmitteln versorgten. Später siedelten sich Handwerker an, die für die Landwirtschaft benötigt wurden. Um 1750 kam der Bergbau dazu. Bis zur Gebietsreform in Nordrhein-Westfalen am 1. Januar 1968 hatte Billmerich eine Eigenständigkeit mit Bürgermeister sowie einer Gemeindevertretung und gehörte zur Stadt Fröndenberg. Heute ist Billmerich ein Stadtteil der Stadt Unna.

## Allgemeines

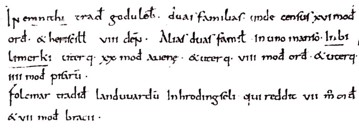
Auszug aus dem Werdener Urbar mit der Ersterwähnung von Billmerich als „Bilimerki“ (am Ende der Zeile 2 mit Umbruch nach Zeile 3)

Die erste urkundliche Erwähnung des Ortes Billmerich als Bilimerki im Werdener Urbar datiert aus dem Jahre 890. Die Urkunde war im Besitz des Klosters Werden (siehe Abbildung 1). Das Kloster besaß auch den heute nicht mehr lokalisierbaren Ortsteil „Ostbilimerki“. 1330 wurde ein Ortsteil „Hillering“ urkundlich in der Lehnsurkunde für den Edelherrn Lambert van der Rure genannt: „... eyner halven Hove Holtes in der Belemerke, dey behoren in dat Gut to Hildernich ...“.
Billmerich gehörte im Spätmittelalter und der Frühen Neuzeit in eigener Bauerschaft (Beelmarcke) im Amt Unna zur Grafschaft Mark. Laut dem Schatzbuch der Grafschaft Mark von 1486 hatten die 10 Steuerpflichtigen in der Bauerschaft zwischen 1 und 6 Goldgulden an Abgabe zu leisten. Im Jahr 1705 waren in der vergrößerten Bauerschaft (Baurschaft Belmericke) 21 Steuerpflichtige mit Abgaben an die Rentei Wetter im Kataster verzeichnet.
Im 19. Jahrhundert gehörte die Landgemeinde Billmerich bei der Errichtung der Ämter in der preußischen Provinz Westfalen zum Amt Unna, dann zum Amt Unna-Kamen im Kreis Hamm. Im Jahr 1885 gab es in der Landgemeinde Billmerich auf 660 ha Fläche, davon 446 ha Ackerland, 16 ha Wiesen, 51 ha Holzungen, 12 Wohnplätze, 114 Wohnhäuser mit 158 Haushaltungen und 890 Einwohnern.
Anlässlich der Erteilung der Kreisfreiheit für die Stadt Hamm am 1. April 1901 wurde aus dem Kreis der Landkreis Hamm. Nach einer Gebietserweiterung im Jahr 1929 wurde dieser im Oktober 1930 in Kreis Unna umbenannt. Am 1. Januar 1968 wurden die bisherigen Gemeinden Afferde, Billmerich, Hemmerde, Kessebüren, Lünern, Massen, Mühlhausen, Siddinghausen, Stockum, Uelzen und Westhemmerde in die Stadt Unna eingemeindet.

## Bauerngeschichte
Um 890 hatte die Abtei Werden, im Gebiet der heutigen Stadt Essen, Besitz in Billmerich und Ostbillmerich. Im ältesten Werdener Urbar wurden Lehnsgüter erstmals erwähnt. Wie das Kloster Werden an die bäuerlichen Besitzungen gelangt war, ist unbekannt. Nach 877 wurde das Kloster dem Reich übertragen und danach die Grundbesitze systematisch erfasst.
Zu Anfang des 13. Jahrhunderts war das Recht, den Zehnten von Billmerich einzuziehen, Eigentum des Kölner Erzbischofs, der den Grafen Otto von Tecklenburg damit belehnt hatte. Um 1220 wurden im Werdener Urbar zwei Bauernhöfe aus Billmerich mit Abgaben verzeichnet: Tieze vom Hof in „Bilemerc“ und Betto in „Bilemerke“. 1232 verzichtete der Graf von Tecklenburg gegenüber dem Erzbischof zugunsten des Klosters Fröndenberg auf den Zehnten in „Belemerke“. 1233 verzichtete auch die Witwe Gertrud von Bilemerke auf ihre Ansprüche, worauf Erzbischof Heinrich I. von Köln den Zehnten dem Kloster Fröndenberg übertrug. Um 1294 verkauften die Adligen Johann und Arnold von Hövel dem Kloster Fröndenberg ihre Eigentumsrechte an einem Hof in „Luttiken Bilemeriken“. Um 1330 erhielt der Edelherr Lambert van der Rure ein Lehen im Billmericher Ortsteil Hillering.
Die älteste Aufstellung der Bauernhöfe in Beelmarcke (Billmerich) von 1486 stammte aus dem Schatzbuch der Grafschaft Mark:
- Schult van Westhaven (Hof Westhoff)
- Haigedorne
- Hermann Laerman
- Hans Laittengaen
- Jan in den Dyck (Hof Dieckmann)
- Henrik und Derick Bosehaver
- Derich Beymer
- Burgemeister (Hof Mester)
- Henrick Latengaen
In früheren Zeiten waren die Namen an den Hof gebunden, nicht aber an die Familien, so dass damit das Alter des Hofes bewiesen wird, aber nicht das der Familien. In dieser Auflistung wurden nur die zehn besteuerten Höfe genannt.
Neben der Abtei Werden waren das Kloster Fröndenberg und Kloster Scheda die ältesten und bedeutendsten Grundherren in Billmerich. Bereits 1253 besaß das Kloster Scheda dort einen Hof. 1283 schenkte der Edle Hermann van Witten dem Kloster Fröndenberg „area in Belemerke“ (Gebiete/Gelände in Billmerich), 1296 übertrug der Edelmann Wilhelm von Ardey dem Kloster das „Ghevehardincgut zu Belemerke“. Weitere Höfe werden nach Aussterben des Adelsgeschlechts von Billmerich an die beiden Klöster gelangt sein.

### Lehnsherr Kloster Fröndenberg
Nach Fröndenberg gehörte der Hof Boese (heute Espeloer – siehe Abbildung: östliche Sicht auf das Haupthaus mit Blick über einen der ehemaligen 5 Löschteiche). 1613 wurde der Hof im Gewinnbuch des Stiftes Fröndenberg urkundlich erstmals genannt. Im Pachtvertrag von 1719 steht, dass Melchior Quabeck, genannt Böse, den Hof von Bauer Budde übernahm. Nach den Preußischen Reformen und dem Regulierungsedikt entrichtete Thomas Böse 1851 die letzte Jahrespacht in Naturalien und befreite durch Zahlung einer Ablösesumme von 886 Talern, 4 Silbergroschen und 6 Pfennig den Hof von dieser Last. Heute (2024) gehört der Hof der Fam. Espeloer und wird landwirtschaftlich als Nebenerwerbsbetrieb genutzt.
Der Hof Budde (heute Lategahn – siehe Abbildung – südliche Sicht auf das Haupthaus (rechts) und der Pferdstall (links)), den 1553 Heinrich Budde, 1666 Peter Budde bewirtschaftete, war zu einer jährlichen Pachtzahlung sowie einer „Binnenpacht“ an das Stift Fröndenberg veranlagt. Die Ablösung zahlte Diedrich Friedrich Budde 1842. Das jetzige Hauptgebäude wurde 1837 erstellt. Heute (2024) gehört der Hof der Fam. Eckehard Lategahn und wird landwirtschaftlich als Nebenerwerbsbetrieb genutzt.
Der Hof Burgemeister (Mester, heute Pferdehof Weidekat – siehe Abbildung – südliche Sicht auf das Haupthaus (links) und den angrenzenden Pferdestall), 1486 schon im märkischen Schatzbuch genannt, war auch nach Fröndenberg hörig und musste eine Pacht von 4 Gulden errichten. Als Hofpächter werden genannt 1549 Dirick Bormester, 1666 Albert Burmeister. Die Ablösung dieser Verpflichtung erfolgte 1852. Fam. Schmiemann erwarb zwischenzeitlich den Hof und verkaufte ihn an Wilhelm Mester. Der Hof Mester besteht bis heute und wird als Pferdehof von Fr. Weidekat betrieben.
Die Jahrespacht 1666 von Hof Ellerickmann (Ellerkmann) ging an das Kloster Fröndenberg. Der Hof existiert heute nicht mehr, er brannte 1945 ab. Von dem 200 Morgen großen Hof ist das meiste Land verkauft worden. Den Hof und den Rest des Landes kaufte Franz Korte.
Ebenfalls nach Fröndenberg abgabepflichtig war der Hof Lategahn. Der Name Lategahn besteht schon im 15. Jahrhundert. Das Schatzbuch der Grafschaft Mark von 1486 verzeichnet einen Hans Laittengaen sowie Hendrick Latengaen. 1666 wird ein Bewirtschafter Johann Lategahn genannt. In der Zeit um 1950 war der Pächter Heinemann. Heute lebt dort eine Familie Kötter (siehe Abbildung: westliche Sicht auf das Haupthaus (hinten rechts) und die Unterstände für Bauern-Gerätschaften (links)).
Der sechste Billmericher Hof, der nach Fröndenberg hörig war, war der Kotten Möller, heute Klusenwirth. 1666 besaß ihn Merten Möller, 1984 pachteten ihn die Eheleute Johann Schock und Elßken Schmidt, 1725 lebten dort Wessel Gothard Middendorp aus dem Amt Hamm und seine Frau Ursula Pielken.

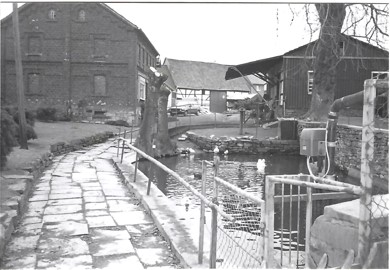
Bauernhof Espeloer, 1988
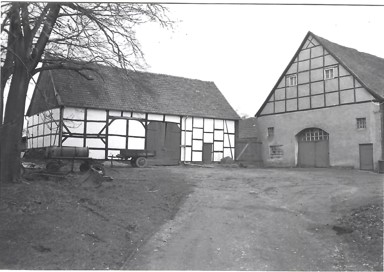
Bauernhof Lategahn, 1988
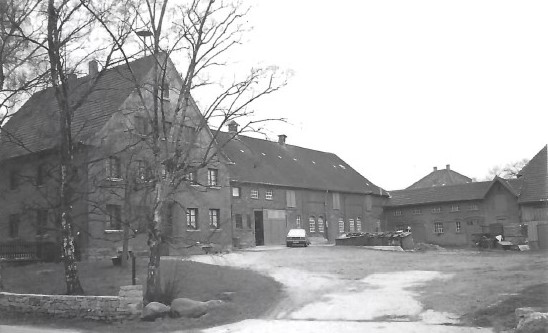
Pferdehof Weidekat, 1989
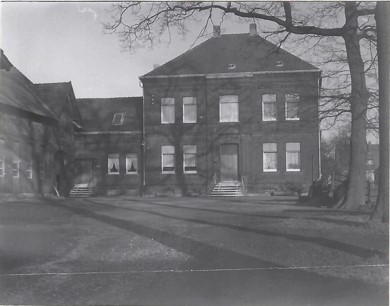
Bauernhof Kötter, 1988

### Lehnsherr Kloster Scheda
Der Hof Frygge, sonst auch Hof Schriver oder Hof Wedebrock genannt, gehörte als Lehngut der Abtei Werden dem Kloster Scheda. 1522 belehnte der Abt von Werden den Propst zu Scheda mit dem „Schryvers Hove zu Belemarke“. 1547 / 1563 wurde Pacht an das Kloster Werden entrichtet. 1666 saß auf dem Hof Johann Frieg, 1853 Kaspar Diederich Frieg, der die Pachtverpflichtung des Hofes gegenüber dem Kloster Scheda ablöste.
Der „Osthof tho Bylemarke“ (Albers - siehe Abbildung: östliche Sicht auf das Haupthaus (links) und die Kuhställe (rechts)) ist urkundlich seit 1397 bekannt. 1666 bewirtschaftete Johnann Schult Osthoff den Hof, und 1763 pachteten ihn Caspar Osthoff und seine Frau Catharina Margarethe. Diese Last löste Franz Osthoff 1852 ab. Als Sohn dieses letztgenannten Franz wurde am 18. April 1847 hier auf dem Hofe der spätere Professor Dr. Hermann Osthoff geboren, den man als einen „den bedeutendsten Vertreter der vergleichenden Sprachwissenschaft seiner Zeit“ rühmte. Im Jahr 1917 übernahm die Familie Josef Albers den Osthof. Heute (2024) betreibt die Fam. Bernhard Albers Land- und Viehwirtschaft und gehört zu den 3 größten verbliebenen Betrieben in Billmerich.
Der Schulze-Westhoff (Gut Westhoff der Fam. Lange bzw. heute Fam. Rehpenning - siehe Abbildung: südwestliche Sicht auf das Haupthaus (links) und die Pferdeställe (rechts)) gehörte ebenfalls zum Kloster Scheda. Alt erster Besitzer ist urkundlich aus dem Jahr 1217 eine Familie Thidericus de Billemerke genannt. Um 1450 war das Gut der größte Hof in der Umgebung. Im Schatzbuch von 1486 wird dieser Hof „Schult van Westhaven“ genannt. 1666 bewirtschaftete Jobst Plater Schulte den Westhoff. Zu diesem Hof gehörten die beiden Kotten Berg und Bittmann. 1917 kaufte Fritz Lange den Hof. Im Jahr 1927 wurde das alte Hauptgebäude durch einen Brand zerstört. Danach wurden die heutigen Gebäude errichtet. Hans-Georg Lange verkauft 1974 den Westhof an den Landwirt Klaus Rehpenning aus Hagen. Sein Sohn Klaus-Ulrich Rehpenning bewirtschaftet bis heute den Hof.

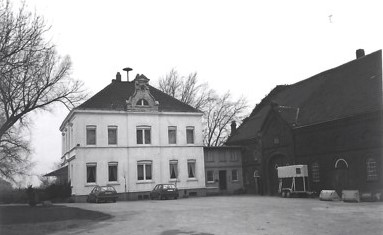
Osthof Familie Albers, 1988
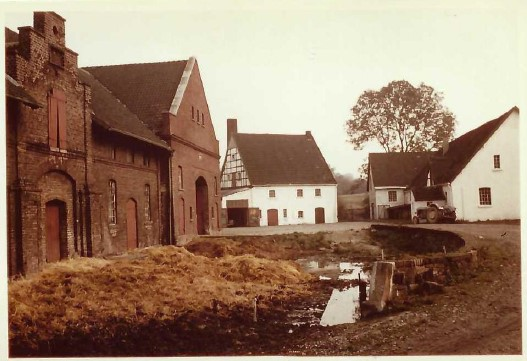
Gut Westhoff Familie Rehpennnig, 1954

### Sadelhof zu Altendorf

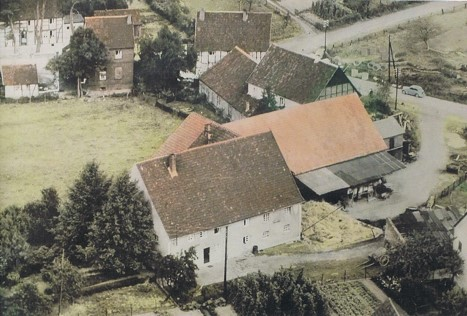
Bauernhof Sedler der Familie Spielfeld, 2006

Einem geistlichen Grundherrn unterstand der Hof Sedler, früher Stockebrands Gut (seit 1900 Hof Spielfeld - siehe Abbildung: Luftbild südwestlicher Sicht auf das Haupthaus – im Vordergrund – und die Scheune (rechts)), der ein Behandigungsgut, also ein Gut, bei dem der aufsitzende Bauer ein erbliches Nutzungsrecht hatte, des zur Abtei Werden gehörigen Sadelhofs Altendorf war. 1666 bewirtschaftete Johann Sadler den Hof. 1797 waren die Eheleute Heinrich Willhelm Sadler und Katharina Elisabeth Hohenschwerdt mit dem Hof „behandigt“. Die jährlichen Abgaben an Altendorf waren auf 10 Scheffel Hafer, ein halbes Schwein und 21 Groschen 8 Pfennige an Geld festgesetzt. 1853 zahlte Johann Heinrich Wilhelm Sadler die Ablösesumme von 288 Talern. 1892 war die Fam. Settler Gründungsmitglied des Landwirtschaftsvereins. Der Hof Settler kam durch Heirat an den Bauern Gustav Spielfeld, der den Hof mit einer Gesamtfläche von 21 ha betrieben hat. 2006 wurden die Hofgebäude abgerissen und die gesamte Hoffläche neu bebaut.
Im Umfeld des ehemaligen Bauernhofes Sadelhof (siehe Bild) befanden sich der Bauernhof selbst mit Wohnhaus und Scheune, eine Schreinerei mit Wohnhaus, ein Wohnhaus für Bergleute (1784 erbaut) und hinter der Straße die Gaststätte Bauernstube (1839 erbaut) sowie daneben die Schmiede Flottmann.

### Lehnsherr Stadt Unna
Als Grundherr in Billmerich trat auch die Stadt Unna auf. Ihr waren die Höfe Brunschede, Bösehove und Dickmann (im Schatzbuch von 1486 „in den Dyck“ genannt) hörig.
Hof Bösehove (ab 1900 Hof Kornrumpf - siehe Abbildung 9) wurde 1486 im Schatzbuch der Grafschaft Mark als Henrik und Derik Bösehaver (Bösehove) gehörend erwähnt, die beiden waren bekannt als Gemeindeschulzen. 1627, im Dreißigjährigen Krieg, konnte Hermann Bösehove seine Pacht nicht bezahlen und der Hof wurde teilweise verpfändet. 1705 war der Hof Bösehove (auch genannt Bösehage) der viertgrößte Hof in Billmerich. Fam. Späing übernahm später den Hof, der durch Heirat 1948 an die Familie Kornrumpf kam (die Fam. Kornrumpf hat das Wappen der Späings aufbewahrt). Der Hof wird seit 1990 nicht mehr selbst bewirtschaftet. Die kleine Backstube aus Fachwerk wurde 2005 durch ein Feuer völlig zerstört.
1486 war ein Jan in den Dyck der Pächter des Hof Dieckmann (siehe Abbildung 10). 1666 war Gort Dieckmann der Pächter. Auf dem Hof befindet sich ein Familienstammbaum, der bis ins Jahr 1486 zurückreicht. Der Hof wurde durch ein Feuer zerstört und 1807 wieder aufgebaut (siehe Balkenaufschrift). Erich Dieckmann (geb. 1. Juni 1899) und seine Frau Luise (geb. Böckelmann, 4. Dezember 1910) waren bis Mitte des 20. Jahrhunderts die Besitzer. Der Hof wird landwirtschaftlich nicht mehr betrieben.

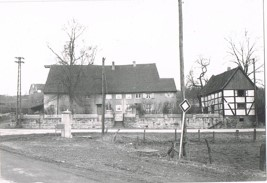
Bauernhof Kornrumpf, 1988
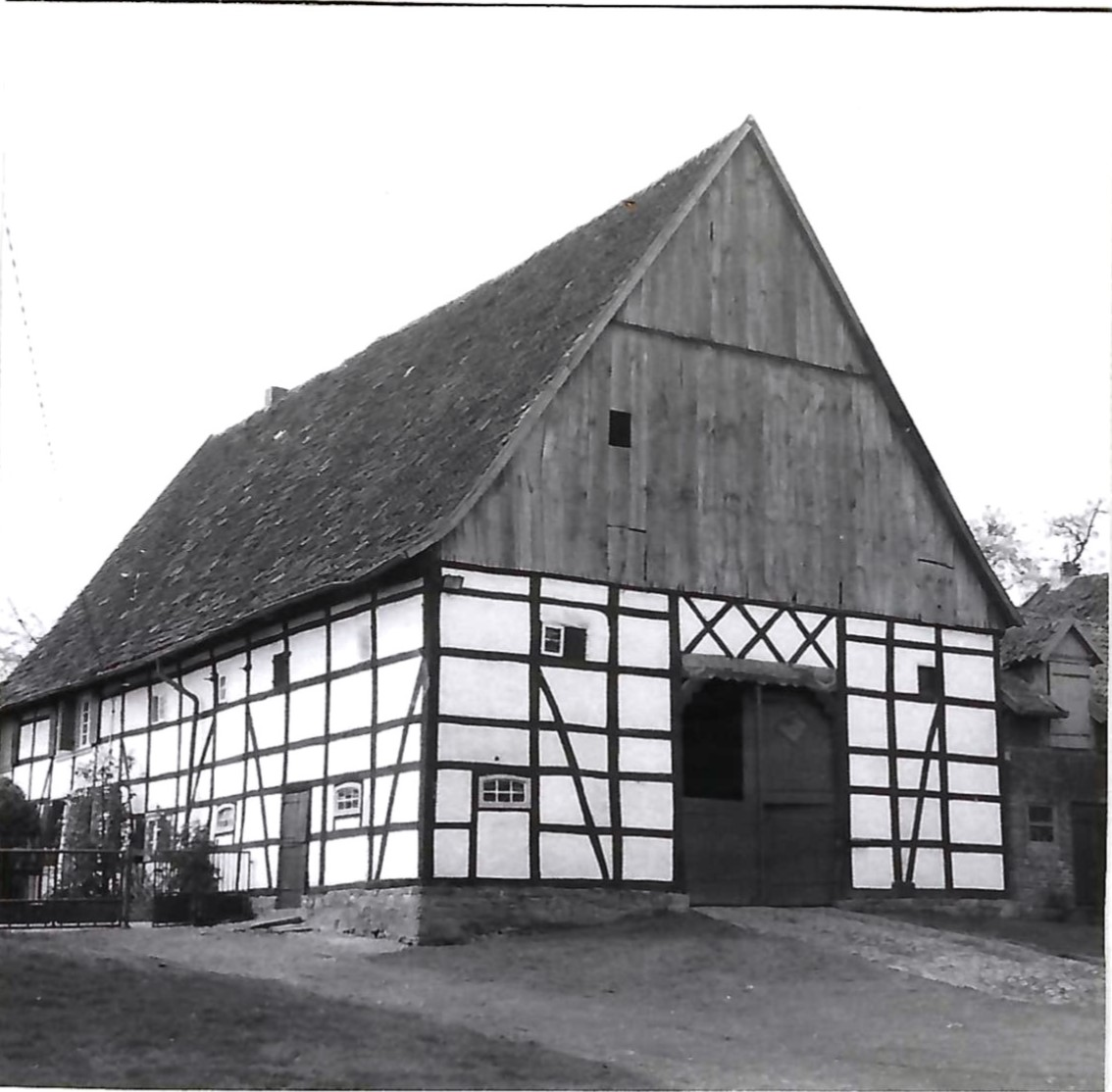
Bauernhof Dieckmann, 1988

### Weitere Bauernhöfe in Billmerich
Der Hof Mertin (ab 1900 Hof Vogt - siehe Abbildung: nördliche Sicht auf das Haupthaus und den Viehstall (rechts)) war um 1700 im Besitz der Bürgerfamilien Krane und Schultz in Unna. Sie verpachteten den Hof an Johann Mertin. 1784 errichteten Johann Hendrich Mertin und seine Ehefrau Anna Catrina Haggenberg errichteten das Hofgebäude (1787 - Balkeninschrift). Nach dem Tode des J.-H. Mertin heiratete seine Witwe den Landwirt Gustav Vogt. 1969 wurde das alte Fachwerkhaus aus dem Jahre 1784 abgebrochen und 2002 durch das heutige Mehrfamilienhaus ersetzt. Der Hof wird landwirtschaftlich nicht mehr betrieben.
Der Hof Bemmer (Schäfer, Steinmann, Redix - siehe Abbildung 12) zählte im 14. Jahrhundert zu einem Hofverband des Isenguts in Altendorf, zu dem viele Höfe im Ruhrtal, am Haarstrang und am Hellweg gehörten, der später auch Bemmersgut genannt wurde. 1472 übertrugen Hermann Bemmer und sein Sohn Dietrich den Hof an das Hospital und Armenhaus zum Heiligengeist an der Massener Straße in Unna. Durch einen Fehler eines Werdener Schreibers wurde der Hof danach Bremerhof genannt. 1548 verpachtete der Bürgermeister von Unna den Hof an Hinrich Scheper to Belemarcke und dessen Ehefrau Else. Der Hof wurde von da an „Schäfers Hof“ genannt. Im Jahre 1647, zu Ende des Dreißigjährigen Krieges, hatte Billmerich sehr zu leiden. Der Hof „Scheffer zu Bilmercke“ wurde derart verwüstet, dass der Richter Dr. Eberhard Zahn aus Unna eine Neuregelung der Besitztümer vornehmen musste. 1652 wurden die Ländereien vom Osthof bewirtschaftet. 1754 riss Johann Schaeffer sein altes Haus ab und erbaute ein neues. 1763 übertrug er im Alter von 71 Jahren seiner ältesten Tochter und ihrem Ehemann Johann Wilhelm Elsmann (Westwick/Kamen) den Hof (mit Genehmigung des Hospitals) – der Ehemann nahm nach altem Brauch den Namen Schäfer an. 1838 wurde dem Kolon Friederich Schäfer gegen eine Rentenzahlung das bäuerliche Eigentum übertragen. 1852 zahlte er dem Hospital in Unna eine Ablösung und befreite damit den Hof von der Pacht. Durch Heirat ging der Hof an die Familie Steinmann, die diesen wiederum an die Fam. Redix verkaufte. Der Hof wurde zur Pferdehaltung oder -unterstellung umgebaut. Heute wird der Hof landwirtschaftlich nicht mehr genutzt, die Ländereien wurden in Parzellen aufgeteilt und verkauft.
Am Hillering in Richtung Unna steht der Schulzenhof zu Ringebrauck (Hof Hilleringmann), der auch heute noch landwirtschaftlich betrieben wird. 1382 verzichteten die Brüder Konrad, Dietrich und Johann Stayl zugunsten der Brüder von Herne auf das Gut Ryngebroke. 1486 erwarb die Stadt Unna die Eigentumsrechte. Damit erscheint der Hof nicht in der 1486er Liste im Schatzbuch der Grafschaft Mark. Als Pächter zugunsten des Marienaltars in der Stadt Unna werden 1617 Berndt Schult zum Ringebroch, 1667 Diederich Turger, 1669 Franz Karthaußen und 1684 / 1714 Eberhard Dieckmann, Schultze zum Ringebroich, und Ehefrau Anne Margrete von Steinen genannt. Im Kataster der steuerpflichtigen Güter von 1705 gehört der Hof zur Bauernschaft Niedermassen. Die jährliche Pacht betrug je 15 Malter Hartkorn Roggen und Gerste, 4 Gänse, 2 Schweine, 8 Hühner sowie 1 Mark an Geld. 1859 beantragte Landwirt Schultze-Ringebrauck die Umgliederung von Billmerich zurück an die Stadt Unna. Dieses wurde nach Einspruch von Billmerich abgelehnt.
Im 17. Jahrhundert wurde schließlich noch ein kleiner Kotten Gossmann genannt (siehe Abbildung 13), der damals den Adelsgeschlechtern Bock in Herringen und Hecking in Kamen hörig war, sowie die Kotten Lürmann und Laermann, die den Freiherrn von Romberg auf Haus Massen abgabepflichtig war. Das heutige Gebäude des Kotten Gossmann ist 1896 erstellt worden. Das alte Gebäude lag zur Oststraße hin orientiert.

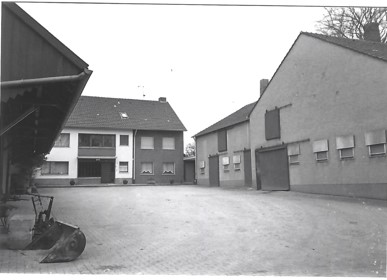
Bauernhof Familie Vogt, 1990
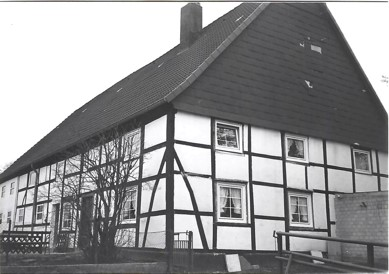
Bauernhof Familie Redix, 1988
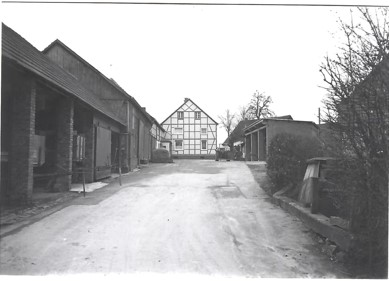
Bauernhof Famili Goßmann, 1988

## Bergbaugeschichte
Man ging in Billmerich auf Steinkohle und Eisenstein.

### Steinkohle-Bergbau
Der erste urkundlich belegte Steinkohlenbergbau des Prämonstratensklosters Scheda ist in den „Kulturdenkmälern des Kreises Unna“ erwähnt. Danach wurde ein Bergbau in Billmerich betrieben. Am 3. Dezember 1773 wurde das Stift Scheda mit der in Billmerich gelegenen Zeche „Paduan“ belehnt und ließ hier eine Zeitlang in geringem Umfang Kohle fördern.
In den 1770er Jahren versuchte das Stift Scheda, ostwärts der Strickherdicker Heide auf der Zeche „Nepomuk“ nach Kohlen zu Schürfen. Billmericher und Strickherdicker Bauern werden für den Kohlentransport nach Scheda genannt.
Erst in der Mitte des 19. Jahrhunderts wurde wieder nach Kohle gegraben. Der großtechnische Bergbau in Billmerich scheiterte an der minderen Kohlequalität.
Der Schacht „Gut Glück“ wurde 1857 im „Kepp“ am Ringebrauck abgeteuft, der eine Tiefe von 140 Metern erreichte. Betreiber war die 1856 konstituierte Bergbau-Aktien-Gesellschafft „Hellweg“ in Unna.
Der Schacht „Frederica“ wurde von der gleichen Gesellschaft bis zu einer Tiefe von 237 m abgeteuft. Der Schacht lag etwas nördlich vom ersten und damit schon auf Unnaer Gebiet.
Auf beiden Schächten wurde Steinkohle gefördert und nach Anzeige 1859 Kohle zum Verkauf angeboten. Die Zeche „Frederica“ bot noch in Anzeigen zwischen Oktober 1866 und März 1868 Steinkohle zum Verkauf an. 1870 wurde die Bergbau-Aktion-Gesellschaft „Hellweg“ aufgelöst und die Gebäude der Schachtanlagen verkauft. Von einstigen Industriegebäuden ist nur das Schachtgebäude der Zeche „Gut Glück“ erhalten geblieben. Es wird heute (2024) als Wohnhaus genutzt.

### Eisenstein-Bergbau
Neben dem Steinkohlebergbau gab es auf einem Feld des Bauernhofes Dieckmann einen kurzfristigen Eisensteinbergbau. In den 1850er fand man in der Tiefe von 10 m einem Flöz Brauneisenstein, dessen Abbauwürdigkeit 1852 anerkannt wurde und ein Eisensteinfeld „Grevel“ errichtet. 1854 wurde dieses Feld mit den benachbarten Eisenerzfeldern „Aurora“ und „Johanna“ zum Gesamtfeld „Vereinigte Grevel“ vereinigt. Im Jahre 1857 konsolidierte sich daraus die „Eisenhütten-Aktion-Gesellschaft Blücher“, die die Aplerbecker Hütte mit zwei Hochöfen betrieben hat. In den Jahren 1857 bis 1859 wurden ca. 58.000 Scheffel Erz gefördert. Danach fand die Grube bald ihr Ende und die Gesellschaft ging 1860 in Konkurs.

### Bergarbeiter in Billmerich
In der Mitte des 19. Jahrhunderts zogen einige Bergarbeiterfamilien nach Billmerich. 1852 lebten 578 Personen in Billmerich. Nach Beginn des Bergbaus 1861 stieg die Einwohnerzahl auf 717. Im Kirchenbuch der ev. Gemeinde Dellwig werden 1863 und 1866 erstmalig Bergleute namentlich aufgeführt.
Nach Schließung der Zechen in Billmerich suchten sich die in Billmerich lebenden Bergleute Arbeit auf den benachbarten Zechen in Niedermassen, Holzwickede, Sölde und Wickede. Für die Gemeinde Billmerich war dies eine große finanzielle Belastung, da die Bergleute ihren Verdienst in den Nachbargemeinden erhielten und keine Abgaben an Billmericher Schul- und Armenlasten machten.
Nach der Schließung der Nachbarzechen wechselten die meisten Billmericher Bergleute 1921 in das nächstgelegene Steinkohle-Bergwerk „Alter Hellweg“ in Unna. Um lange Anfahrwege der Billmericher Bergarbeiter zur Arbeit zu ersparen, wurde 1951/53 am Hillering ein Wetterschacht abgeteuft. 1958 waren von 1300 in Billmerich lebender Personen 126 Bergmänner, ein Steiger und zwei Grubenschlosser im Unnaer Bergbau tätig. Das waren 10 % der gesamten Bevölkerung in Billmerich. 1961 wurde mit Schließung der Zeche „Alter Hellweg“ auch die Wetterschachtanlage Hillering beseitigt.

## Kirchengeschichte
Um 1220 wurden im Kloster Werdener Urbar 2 Bauernhöfe aus Billmerich mit Abgaben verzeichnet: Tieze vom Hof in „Bilemerc“ und Betto in „Bilemerke“.
Die zuständige Kirche Köln (Erzbischof Heinrich von Köln) überträgt in 1233 den Zehnten an das Stift Fröndenberg. 1280 wurden der Osthoff und Westhof in den Besitz des Stiftes Scheda übertragen. Die Adligen Arnold und Johann von Hövel verkauften 1294 dem Kloster Fröndenberg ihre Eigentumsrechte an einem Hof in „Luttiken Bilemeriken“.
Folgende Besitztümer hiet das Kloster in Fröndenberg: (1) Gevhardincgut 1296 durch Zueignung erworben, Vorbesitzer war Wilhelm von Ardey. (2) Hovelick-Hof 1310 ebenfalls durch Zueignung vom gleichen Vorbesitzer erworben. (3) Reding-Gut 1347 von Engelbert Bitte von Kamen durch Kauf erworben. (4) Stocking-Hufe 1358 vom Vorbesitzer Dietrich von Werminghausen durch Memorie erworben.
Die erste Kapelle ist urkundlich zwischen 1377 und 1397 belegbar und war dem heiligen Antonius gewidmet. Rudolf Hake aus Heeren übertrug dieser Kapelle am 22. Dezember 1377 seinen in Hemmerde gelegenen Kotten und am 24. Dezember 1377 eine Jahresrente aus Ländereien aus Lünern. 1381 und 1397 Dietrich Stayel, später Stael geschrieben, wird als Rektor der Kapelle in Billmerich genannt. Seitdem wird die Kapelle in urkundlichen Überlieferungen nicht mehr erwähnt. Noch zur Mitte des 20. Jahrhunderts erinnert man sich an das Haus gegenüber des Bauernhofes Espeloer / Zum Südfeld daran, da es im Volksmund „Kapelle“ genannt wurde.
1551 erhielt die Reformation in Dellwig ihren Einzug. Schon ab 1549 predigte der Vikar Busch die evangelischen Lehren. In einem Brief zur Anstellung 1569 des Vikarius Johann Pöpinghaus wurde dieser ausdrücklich verpflichtet, sein Amt gemäß der Augsburgischen Konfession zu übernehmen.
1612 schlossen die evangelischen Gemeinden sich zur „Märkischen Synode“ in Unna zum Schutz in der Zeit der Glaubensstreitigkeiten zusammen. Zwischen 1636 und 1805 hatte die Kirche in Menden die Aufsicht über die Pfarrstellen-Besetzung in Dellwig. Laut kirchlichen Aufzeichnungen starb 1636 Pastor Gottfried Lenzmann an der Pest und kurzzeitig war die Pastorenstelle unbesetzt. Die Kirche in Menden schickte den Mönch Peter Brune als Pastor nach Dellwig.
1665 gehört Billmerich zur Kirche zu Delwigh. 1673 drangen französische Soldaten bis nach Unna und auch ins Kirchspiel Dellwig vor. Mit der anschließenden Pest starben 151 Menschen u. a. auch die beiden Pfarrer Johann Holtzwickede und Heinrich Pöpinkhuehs.
1919 bekam Billmerich einen kommunalen Friedhof im südlichen Bereich von Billmerich. Bis dahin fanden Beerdigungen in Dellwig statt und der Weg von Billmerich über die Kluse nach Dellwig hieß im Volksmund „Totenweg“.
Ab 1927 fanden in Billmerich eigene Bibelstunden im zweiten Schulhaus statt. Eingeleitet durch die Niederlassung von Bergarbeiterfamilien und der dadurch wachsenden Einwohnerzahl entwickelte sich Billmerich zum größten Kirchspieldorf in der Gemeinde. Deshalb wurde 1932 ein eigenes, kirchliches Gemeindeleben in der evangelischen Kirchengemeinde beschlossen. Der Gottesdienst findet zunächst in einer Schulklasse, abwechselnd durch die Pfarrer aus Dellwig oder Opherdicke, statt.
Die Gottesdienste wurden von Pastoren mit Amtssitz in Billmerich abgehandelt. Albert Schmidt (1. Oktober bis 1. Dezember 1932), Willy Edelhoff (bis 31. September 1933), Pastor Niemann (bis 1. Mai 1934), Herbert Griesing (bis 16. November 1936) und Heinz Reymann (bis Juli 1944) – wegen der Kriegswirren blieb die Stelle mehrere Monate unbesetzt.

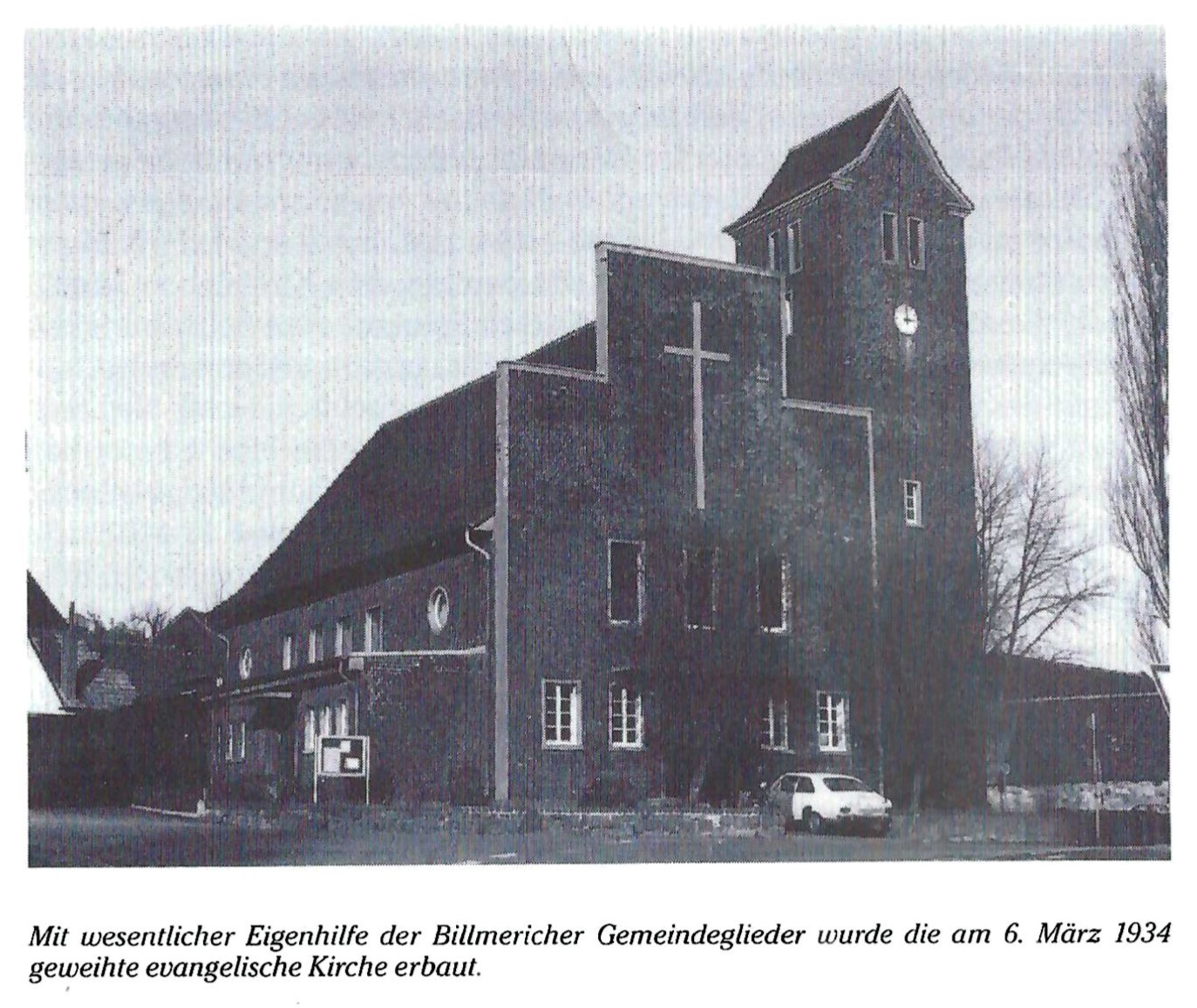
Sicht von der Liedbachstraße auf die Kirche

1933 wird ein Kirchbauverein in Billmerich gegründet. Es soll eine Kirche gebaut werden, die fast ausschließlich auf Spenden und Eigenleistung erstellt werden sollte. Eine 1873 gegossene Bronzeglocke konnte von der Kirchengemeinde Bausenhagen erworben werden. Am 6. März 1934 konnte die ev. Kirche (siehe Abbildung 14) in Billmerich eingeweiht werden. Die Gesamtkosten beliefen sich auf 16.000 Reichsmark. 1946 gründete der Konservatoriumsdirektor Metzger aus Berleburg einen Kirchenchor, Kinderchor und Instrumentalkreis.
Im Zweiten Weltkrieg wurde die Glocke konfisziert und eingeschmolzen. 1946 konnte die beschlagnahmte Glocke durch eine Bronzeglocke italienischer Herkunft ersetzt werden. 1947 wurde der Posaunenchor in Billmerich gegründet.
1948 hielt Pfarrer Wolfgang Rauch seinen ersten Gottesdienst in der ev. Kirche in Billmerich ab. 1965 wurde ein neues Pfarrhaus in der Österwiese erworben und seitdem wohnen die Billmericher Pfarrer dort. Der 1946 gegründete Kirchenchor wurde in „Praetorius Singkreis“ umbenannt.
Pfarrer Otfried Bisplinghoff übernahm am 22. September 1974 die Pfarrstelle in Billmerich und gründete im selben Jahr den „Abendkreis der Frauen“, der bis heute Bestand hat.
Die ev. Kirche zu Dellwig genehmigte einen evangelischen Kindergarten und die Grundsteinlegung in der Liedbachstraße zu Billmerich fand 1975 statt. Die offizielle Weihe erfolgt am 9. Oktober 1976.

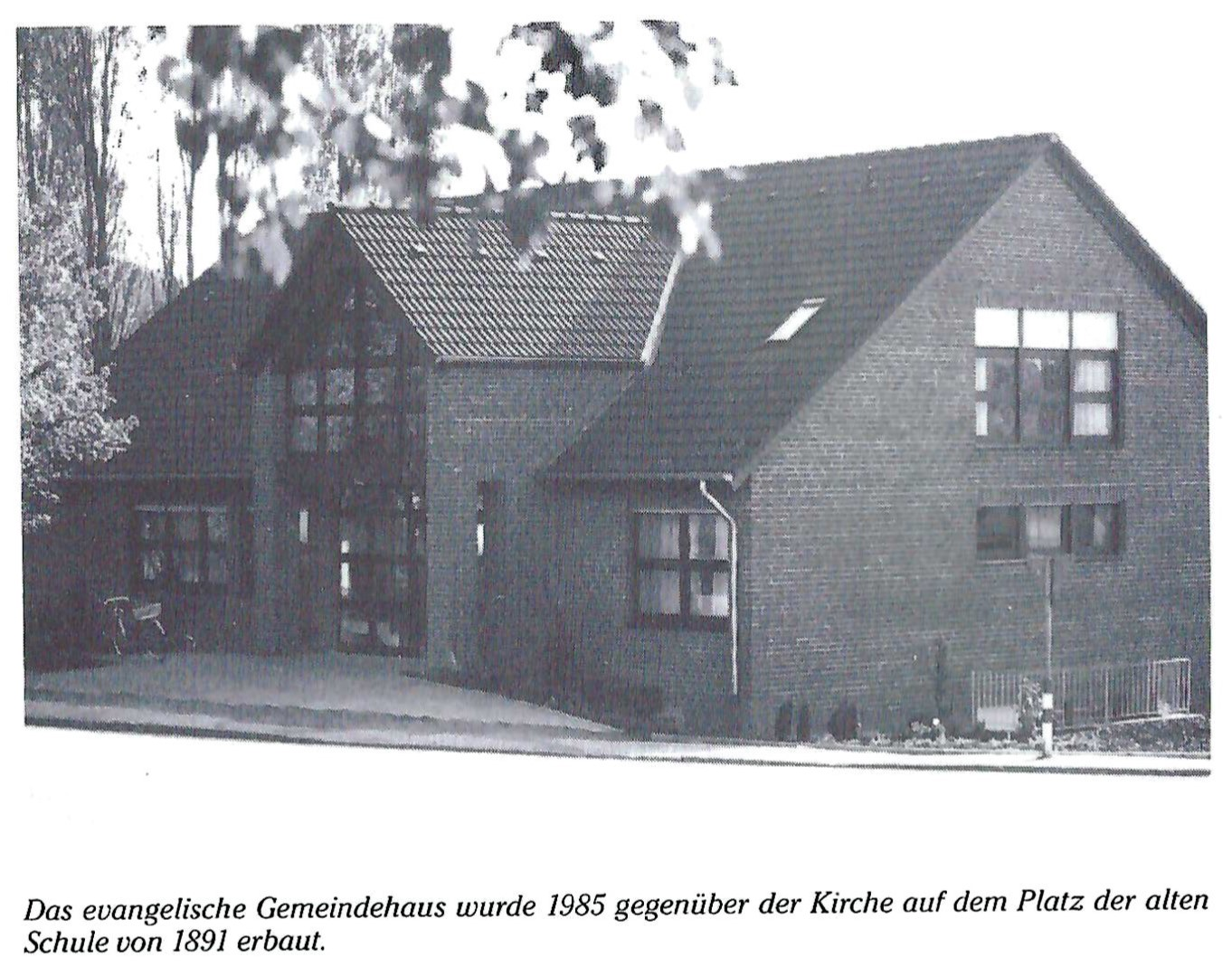
Nord-östliche Sicht auf das Gemeindehaus

1977 wurde der Bau eines Gemeindezentrums beauftragt. Der Spatenstich erfolgte am 25. August 1984 durch den Superintendenten Heinrich Meier. Das Gemeindezentrum (siehe Abbildung 15) wurde am 22. September 1985 seiner Bestimmung übergeben. Der Bauverein löste sich auf und gleichzeitig wurde der „Förderverein zur Erhaltung der Kirche Billmerich“ gegründet.

## Schulgeschichte
Die Beschulung geht bis auf die Zeit um 1730 zurück.

### Erstes Schulhaus in Billmerich
Um 1730 galt Jürgen Blase (geb. 1700 in Sachsen) als erster Lehrer in Billmerich. Er hat lange Zeit als 1. Knecht auf dem Gut Ringebrauck gearbeitet. Ziemlich betagt, zog er im Dorf zu Miete ein und beschäftigte sich hauptsächlich mit dem Wollspinnen. Im Winter unterrichtete er Kinder im Buchstabieren und lesen deutscher Schreib- und Druckschrift. Die Kinder kamen freiwillig zu ihm und saßen dabei um das Spinnrad herum. Aus dem Unterricht dieses ersten Lehrers Jürgen Blase ist um 1750 die erste Schule zu Billmerich entstanden, weil immer mehr Eltern den Wunsch hatten, dass ihre Kinder etwas lernen sollten. Das erste Schulhaus zu Billmerich bestand aus der Wohnstube, zwei Schlafkammern, einer Küche, einer Deele sowie zwei Stallräumen und stand an der Liedbachschule vor dem heutigen Ziegenbrunnen in der Ortsmitte.
1756 übertrug die Gemeinde den Schuldienst dem 1734 geborenen Diedrich Adam Blase (Sohn von Jürgen Blase). Als monatliches Schulgeld wurden ihm 1 ½ Stüber (1 Stüber = 12 Pfenning, 60 Stüber = 1 Reichstaler). Ein Schulzwang bestand noch nicht. Er unterrichtete im Winter 18 Kinder. Das Wollspinnen hat ihm mehr eingebracht, als das unterrichten. Diederich Adam (auch genannt Johann Diederich) heiratet am 10. April 1770 Anna Margarete Hellmann aus Holzwickede. Diedrich Adam Blase führt den Titel „Schulmeister“ wie im Mühlenproberegister von 1777 vermerkt ist. 1780 belief sich die Schülerzahl in den Wintermonaten auf 50, zuletzt sogar auf 70 Schüler. Es war die allgemeine Schulpflicht für Kinder zwischen 5 und 13 Jahren eingeführt worden.
Ca. 1800 setzte sich Lehrer Diedrich Adam Blase mit 68 Jahren zur Ruhe und überließ seinem Sohn Johann Diedrich Blase den Schulunterricht (* 1780 in Billmerich). Johann Diedrich besaß eine kleine Landwirtschaft und betätigte sich in der Obstbaumzucht. Um 1804 wurde Lehrerhaus um ein separates Klassenzimmer erweitert. 1808 besuchten 59 Kinder den Schulunterricht, darunter 30 Knaben und 23 Mädchen aus Billmerich, zwei Knaben und ein Mädchen von der Kluse und ein Mädchen vom Hillering. Zwei Knaben vom Ringebrauck kamen noch dazu, obwohl diese eigentlich nach Massen hätten gehen müssen. Als Schulgeld wurde ein Scheffel Roggen, Berliner Maß (ca. 40 kg) für jedes Kind, dass ein ganzes Jahr zur Schule ging, entrichtet. Erst 1820 erhielt die Schule ihre erste Buchstabentafel.

### Zweites Schulgebäude in Billmerich
In dem 1828 erstellten Revisionsbericht wurde festgestellt, dass „die Schule zu klein, die Schullehrer-Wohnung sehr schlecht“ sei und deshalb ein neues Schulgebäude errichtet werden sollte. 1931 kaufte die finanzschwache Gemeinde ein Gebäude der früheren Märkischen Fayence-Fabrik auf der Ziegelei bei Unna um es in Billmerich als 2tes Schulhaus wieder aufzubauen.

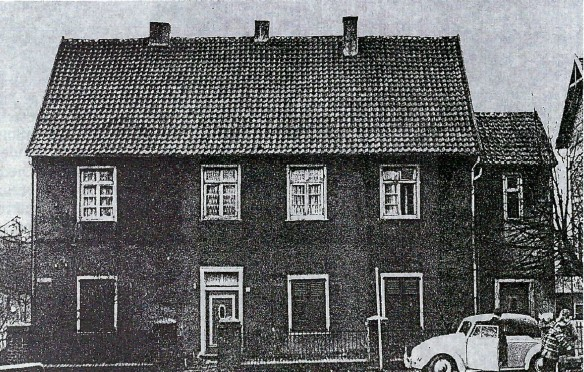
Nördliche Sicht auf das Schulgebäude

Für die neue Schule verkaufte der Bauer Caspar Diedrich Osthoff das Schulgelände. Das Schulgebäude (siehe Abbildung 16) wurde vom Billmericher Unternehmer Bernhard Goßmann errichtet. Die Schultische fertigte Schreiner Ernst Böcker. Das Schulgebäude wurde Februar 1834 vom Bauinspektor Buchholz abgenommen.
Das alte Schulhaus erwarb Lehrer Johann Diedrich Blase für 260 Taler. Dieser starb aber schon wenig später am 29. Mai 1834 im Alter von 54 Jahren.
Im Herbst 1834 übernahm der Soester Seminarist C. Herbrecht, gebürtig aus Unna, als Lehrer nach Billmerich. Seine Besoldung betrug 120 Taler. Da ihm die Einkünfte zu niedrig waren, betrieb er nebenberuflich eine Ziegelei. 1855 stellte die Regierung Arnsberg fest, dass die nebenberufliche Tätigkeit den Schulunterricht empfindlich störte und er sollte die Ziegelei verpachten oder verkaufen. 1856 übertrug er die Ziegelei auf seinen Bruder August Herbrecht.
Sein Nachfolger, Lehrer Henter aus Hundswinkel bei Olpe, aus Brackel bei Dortmund gebürtig, bekam jährlich 200 Taler nebst freier Dienstwohnung. Er war nur ¾ Jahr tätig. Auch der Nachfolger Lehrer Beneke blieb nur für kurze Zeit.
Dessen Nachfolger war der Lehrer Lohmann, geb. 1836 in Bönen. Er nahm am 2. Januar 1859 seinen Dienst in Billmerich auf. 1860 erfolgte eine Trennung der evangelischen und katholischen Schulkinder und die katholischen Schulkinder gingen nach Opherdicke zur Schule. Lehrer Lohmann war somit der erste Lehrer der rein evangelischen Schule in Billmerich. Er unterrichtete 140 – 150 Kinder, obwohl das Schulzimmer nur für 80 Kinder berechnet war. 1870 war die Schülerzahl auf 160 Kinder angestiegen und es musste eine zweite Klasse eingerichtet werden. Lehrer Holm aus Neuvorpommern wurde am 15. Oktober 1873 als Zweitlehrer eingestellt. Für die zweite Klasse wurde die Deele über dem Saal der Gaststätte des Gastwirts und Bäcker Karl Voßwinkel angemietet. 1874 verließ Lehrer Lohmann Billmerich und ging nach Unna. Sein Nachfolger war Lehrer Küstermann. Zweitlehrer Holm erteilt den ersten Turnunterricht auf einem kleinen Spielplatz oder vor der Schule. Im Winter fand dieser im Saal des Hauses Voswinkel (heute Gaststätte „Haus Buschmann“) statt.

### Drittes Schulgebäude in Billmerich

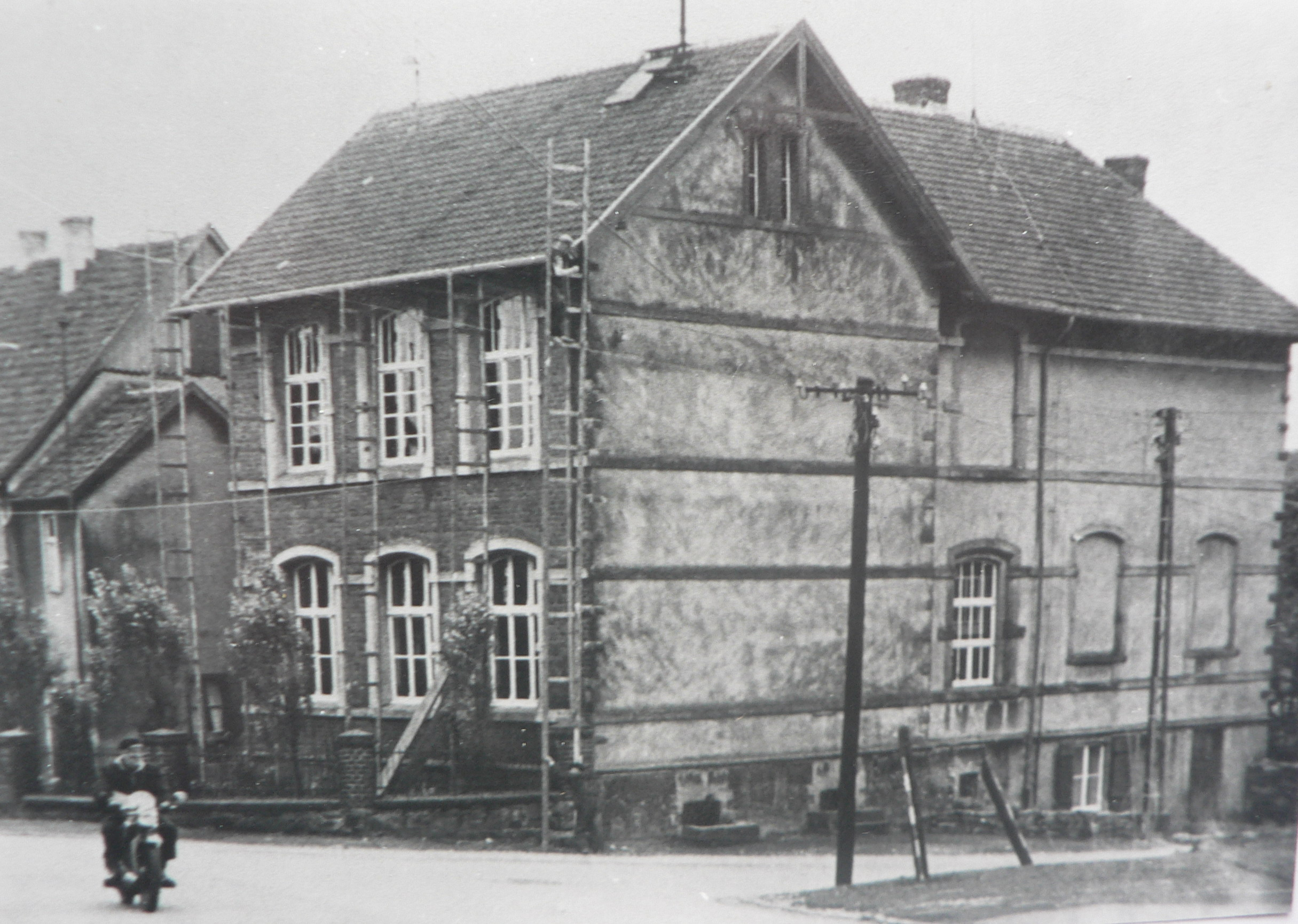
Nördliche Sicht auf das Schulgebäude

Am 21. Februar 1881 übernahm der Lehrer Karl Schulz die Hauptstelle. Der Schulunterricht in zwei verschiedenen Gebäuden gestaltete sich schwierig. Aus diesem Grunde beschloss 1890 die Gemeinde Billmerich den Bau der dritten Schule. Als Standort wurde der freie Platz westlich des 2. Schulgebäudes im Zentrum der Gemeinde gewählt. Der Bau des dritten Schulgebäudes wurde vom Bauunternehmer Hoffmann aus Opherdicke ausgeführt. Im Juni 1891 begann der Unterricht in den zwei neuen Räumen.
1893 war die Zahl der Schulkinder auf 207 Kinder angestiegen: 72 in Klasse I, 76 in Klasse II und 59 in Klasse III. Deshalb wurde ein Anbau am dritten Schulgebäude geplant, da zusätzliche Klassenräume und eine Lehrerwohnung fehlten. 1895 entstand dieser Anbau am südlichen Teil der Schule und zusätzlich zu den geforderten Räumen wurde im Kellergeschoss eine Hausmeisterwohnung eingerichtet. Schon zum 1. November 1897 wurde eine weitere, 4. Klasse hinzugefügt. 1911 beliefen sich die Schülerzahl auf 211 Kinder. Deshalb wurde am 1. April 1912 eine vierte, neue Lehrstelle genehmigt.
Am 21. April 1921 ging der Hauptlehrer Karl Schulz nach 40-jähriger Lehrtätigkeit in den Ruhestand. Ein Nachfolger wurde nicht bestellt. 1924 wurde wegen Rückgang der Schülerzahl die 4. Klasse zurückgezogen.
Erst 1927 wurde Hermann Sträter aus Hattingen zum Nachfolger als Hauptlehrer an der dritten Schule in Billmerich bestellt. Nach der Machtübernahme durch die Nationalsozialisten 1933 wurde Lehrer Sträter aus politischen Gründen zunächst beurlaubt und im November zum Lehrer zurückgestuft. Die Leitung der Schule übernahm der aus der Massener Heide gebürtige Lehrer Rudolf Schüpperhaus. Wegen weiterem Rückgangs der Schülerzahlen von 123 auf 113 wurde am 1. August 1935 auch die 3. Lehrstelle zurückgezogen. Damit war die Schule wieder dreiklassig mit 2 Lehrern. Wegen der nächtlichen Fliegeralarme wurde ein Luftschutzraum errichtet und der Unterrichtsbeginn auf einen späteren Zeitpunkt verlegt.
Im Dezember 1944 wurde die Schule geschlossen und Flüchtigen zur Verfügung gestellt. Zwischenzeitlich führte Lehrer Hugo Büsch den Unterricht im Gemeindesaal in der Kirch weiter fort. Die englische Militärbehörde gab am 25. Oktober 1945 die Schule für den Unterricht wieder frei.
In der Nachkriegszeit wurde auf Grund der hohen Schülerzahl der Unterricht dreiklassig geführt. 1959 führte Helmut Kleiböhmer aus Unna als neuer Hauptlehrer die Billmericher Schule. Neben ihm waren der Lehrer Erich Rieke (seit 1950) und Lehrerin Lieselotte Zebrowski (seit 1956) tätig. 1964 kam Lehrerin Gudrun Trieschmann als vierte Lehrkraft hinzu.

### Vierte Schule in Billmerich

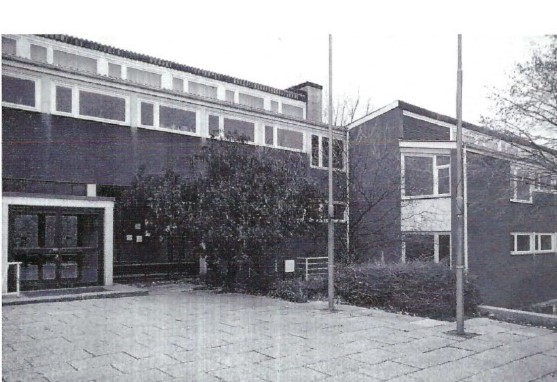
Schulgebäude mit Blick auf den Haupteingang

Der Schulunterricht wurde in vier Klassen weitergeführt, jedoch entsprach das Schulgebäude nicht mehr den Anforderungen an einen zeitgemäßen Unterricht. 1962 beriet sich die Gemeindevertretung über den Neubau eines Schulgebäudes. Die Gemeindevertretung beauftragte die Amtsverwaltung Fröndenberg, ein Raumprogramm für den Baubereich der neuen Schule festzulegen. 1964 beschloss der Gemeinderat den Neubau der vierten Schule als Volksschule mit Turnhalle und mit Hausmeisterwohnung. Man entschied sich für die Verwirklichung des vom Architekten Friederich Reckmann aus Holzwicke vorgelegten Entwurfs. Die Grundsteinlegung erfolgte am 8. April 1967. Nach Vorschlag vom Hauptlehrer Helmut Kleiböhmer sollte die Schule „Graf-Helmut-von-Moltke-Schule“ heißen, wozu es nicht kam.
Durch die kommunale Neuordnung des Kreises Unna wurde die Gemeinde Billmerich ab dem 1. Januar 1968 der Stadt Unna eingegliedert. Am 1. August 1968 erfolgte auch die Schulreform und die Volksschule wurde zur Grundschule. Die vierte Schule wurde als evangelische Grundschule mit dem Namen „Liedbachschule“ eingerichtet (siehe Abbildung 18) und es wurde das zweiklassiges System weitergeführt. Die Billmericher Hauptschüler wurden der Brockhausschule in Unna zugewiesen. Der Hauptlehrer Kleiböhmer wurde an die Nicolaischule in Unna und Lehrer Erich Rieke an die Brockhausschule versetzt. Die Leitung der Liedbachschule übernahm Lehrerin Ursula Hütter von der Nicolaischule. Zwei Lehrerinnen unterrichten 86 Schüler, von denen 68 evangelisch und 18 katholisch waren. Die Sporthalle konnte seit Dezember 1968 bereits von Schule und vom Sportverein genutzt werden. Am 27. Juni 1969 wurde die evangelische Liedbachschule in eine Gemeinschaftsgrundschule umgewandelt und wurde am 30. August als die Liedbachschule offiziell eingeweiht.
1974 wudre das dritte, 1891 erbaute Schulgebäude im Ortszentrum abgebrochen.
Da keine vollständige Auslastung der neuen Schule gewährleistet werden konnte, mietete die Kreisstelle Unna der Landwirtschaftskammer mehrere Räume an. Weil die Landwirtschaftskammer das Gebäude in 1979 verlassen hatte, wurde die eigenständige Liedbachschule in eine zweizügige Liedbach-Grundschule umgewandelt. Bis heute geht der Einzugsbereich weit über den Ortsteil Billmerich hinaus und reicht u. a. von Unna bis nach Dellwig.
Die Schulleiter in jüngerer Zeit Rektor Jochen Lutz (1979 – 1984), Rektor Wilfried Berenberg (1985 – 1988), Rektor Hans Kuhn (1989 – 2014), einige kommissarische Leitungen (2014 – 2016) und Rektorin Ines Anas (2016 bis heute).